# Edin Mujčin
Edin Mujčin (* 14. Januar 1970 in Bosanski Brod) ist ein ehemaliger bosnisch-herzegowinischer Fußballspieler.

## Karriere

### Verein
Mujčin begann seine Karriere bei NK Marsonia Slavonski Brod. 1994 folgte dann der Wechsel zu Dinamo Zagreb. Er trug 1995/96, 1996/97, 1997/98, 1998/99 und 1999/00 zum Gewinn der 1. HNL bei. 2001 folgte dann der Wechsel zu JEF United Ichihara. 2002 kehrte er nach Dinamo Zagreb zurück. Er trug 2002/03 zum Gewinn der 1. HNL bei. Danach spielte er bei NK Kamen Ingrad Velika, Lokomotiva Zagreb und NK Lučko Zagreb.

### Nationalmannschaft
Im Jahr 1997 debütierte Mujčin für die bosnisch-herzegowinische Fußballnationalmannschaft. Er hat insgesamt 24 Länderspiele für Bosnien und Herzegowina bestritten.

## Errungene Titel

### Mit seinen Vereinen
- 1. HNL: 1995/96, 1996/97, 1997/98, 1998/99, 1999/00, 2002/03